# Louisa Baïleche
Louisa Baïleche (4 de enero de 1977) es una cantante, bailarina y artista escénica francesa.

## Carrera
Nacida cerca de la ciudad de París, su madre es italiana y su padre, cabilio.
Participó en la versión francesa de la comedia musical Nine, realizado en el Folies Bergère.
En 2003 fue elegida por la cadena France 3 para representar a su país en el Festival de Eurovisión de ese año con la canción "Monts et merveilles" ("Montes y maravillas"), celebrado en la ciudad de Riga, Letonia. Finalmente, su canción consiguió 19 puntos y se situó en el 18.º puesto.